# Snösjön
Snösjön är en sjö i Smedjebackens kommun i Dalarna och ingår i Norrströms huvudavrinningsområde. Sjön har en area på 1,99 kvadratkilometer och ligger 176,2 meter över havet. Sjön avvattnas av vattendraget Haggeån (Snöån).

## Delavrinningsområde
Snösjön ingår i det delavrinningsområde (665832-146675) som SMHI kallar för Utloppet av Snösjön. Medelhöjden är 238 meter över havet och ytan är 18,3 kvadratkilometer. Räknas de 7 avrinningsområdena uppströms in blir den ackumulerade arean 99,32 kvadratkilometer. Haggeån (Snöån) som avvattnar avrinningsområdet har biflödesordning 4, vilket innebär att vattnet flödar genom totalt 4 vattendrag innan det når havet efter 259 kilometer. Avrinningsområdet består mestadels av skog (83 procent). Avrinningsområdet har 2,22 kvadratkilometer vattenytor vilket ger det en sjöprocent på 12,1 procent.